# 穆店镇
穆店镇，是中华人民共和国江苏省淮安市盱眙县下辖的一个乡镇级行政单位。2018年7月撤消维桥乡、穆店乡，设立穆店镇。以原维桥乡所辖区域及原穆店乡的穆店、越李、仁昌、肖桥、马湖、七星、范楼、龙王山、团结9个村委会区域为穆店镇行政区域。穆店镇人民政府驻大桥居委会境内，办公地址为盱马路1号。区划代码改为320830115。

## 行政区划
穆店镇下辖以下地区：
穆店村、莲塘村、龙王山村、团结村、仁昌村、越李村、肖桥村、马湖村、七星村和范搂村。